# Chons
Chons (altägyptisch Ḫnsw, etwa „Wanderer, Durchwandler [des Himmels]“; auch Chonsu, Khensu, Khons, Khonsu oder Khonshu) ist ein altägyptischer Mondgott und Sohn des Gottes Amun und der Himmelsgöttin Mut.

## Bedeutung und Mythologie
Im Alten Reich ist er in den Pyramidentexten belegt. Jedoch wird er dort als unheilbringender Gott, Verursacher von Krankheiten und Menschenfresser dargestellt. Chons wurde schon früh in Karnak verehrt. Dort erhielt er im Neuen Reich den Beinamen Nefer-hetep (Nfr-Ḥtp „der vollkommenen Frieden Bringende, der vollkommen Zufriedene“). Die Griechen haben Chons mit Herakles gleichgesetzt.
So wie der Mond vier verschiedene Phasen hat, werden Chons auch vier unterschiedliche Aspekte zugeschrieben: den Reisenden (so wie der Mond am Himmel „reist“), den Pfadfinder, den Umarmer und den Verteidiger derjenigen, die nachts reisen.

### Rolle in der Unterwelt
Die namentlich erste Erwähnung des Gottes befindet sich im sogenannten Kannibalenspruch in den Pyramidentexten. Als Schlächter der anderen Götter soll er ihre Innereien entnehmen und dem verstorbenen König zuführen, sodass dieser ihre magischen Kräfte absorbieren kann. Ein Prozess, der dem verstorbenen König zur Erreichung der Unsterblichkeit und Wiedergewinnung der Vitalität verhelfen sollte.
Im Kannibalenspruch der Unas-Pyramide wird Chons als Mitglied einer Dämonengruppierung genannt, die sich aus drei unbekannten Gottheiten zusammensetzt, deren Namen sich zu „Der Ergreifer der Scheitel“, „Der mit erhobenem Kopf“ und „Der über der Rötung“ übersetzen lassen, sowie dem Gott Schesmu. Diese fünf blutigen Helfer wurden am Himmel angesiedelt und wahrscheinlich als Sternbilder oder andere Himmelserscheinungen aufgefasst. Sie werden überdies als Todesboten zu betrachten sein, die der Verstorbene aussendete.
Vom Alten bis zum Mittleren Königreich wird Chons in mehreren Grabschriften als Wepwety (Wpwty) bezeichnet, was oftmals als „Bote“ übersetzt wird, aber eine vielschichtige Bedeutung hat. Es handelt sich um eine Bezeichnung für Unterweltsgottheiten, die als Tod bringende Geister verstanden wurden und als Bestrafer der Verstorbenen fungierten. So lässt Osiris beispielsweise im Papyrus Chester Beatty I.4 nach den Wpwty rufen, um die Herzen aller Sünder zu ihm zu bringen. Dabei handelt es sich um eine Anspielung auf das Verschlingen des Herzens nach dem Schuldspruch vor dem Totengericht. Weitere Bezüge zu Chons und der Zerstörung der Herzen lässt sich in Spruch 310 des Sargtextes finden, in welchem er als Sohn der Göttin Schesmetet die Herzen mit seiner feurigen Wut verbrennen soll. Spruch 311 des Sargtextes soll dem Verstorbenen dazu verhelfen sich in Chons zu verwandeln, um mit der Stärke des Gottes die magischen Kräfte der Götter zu rauben und sich gegen feindliche Mächten zur Wehr zu setzen. In diesem Kontext wird er als „Chons, der von Herzen lebt“ bezeichnet. Im neuen Königreich wird die Rolle des Verschlingers der Herzen von der Göttin Ammit besetzt.

### Rolle als Mondgott
Chons' Verbindung zum Mond geht auf die Assoziation der Mondsichel mit dem alt-ägyptischen Sichelschwert zurück, welches er als richtendes Instrument von Gerechtigkeit verkörpert. Die ersten Hinweise auf lunare Attribute Chons' lassen sich in den Sprüchen 197 und 195 der Sargtexte finden, in denen der Verstorbene dem aus Punt kommenden Chons begegnet. Punt ist hier ein Land, das den Osten und den Ort des Sonnen- und Mondaufgangs symbolisiert.
Im neuen Reich wurde der Mondzyklus mit den Lebensphasen in Verbindung gebracht. Die Mondsichel wurde zudem mit den Hörnern eines Bullen assoziiert und zu einem maskulinen Symbol der Fruchtbarkeit. In einem ptolemäischen Schriftzug vom Chons-Tempel in Theben werden Chons und der Sonnengott als Bullen bezeichnet, die den Himmel überqueren und im Osten aufeinandertreffen als „die zwei Erheller des Himmels“. Die Begegnung der zwei Bullen beschreibt hier entweder das Eintreten des Vollmondes oder das gleichzeitige Vorhandensein von Mond und Sonne am Himmel. Der Sichelmond wird hier als junger Bulle bezeichnet, während der Vollmond als kastrierter, alter Bulle erscheint, der kurz vor seinem Tod steht, ehe er sich selbst erneuert. Die bildliche Darstellung von Chons als Kind, beziehungsweise Jungbulle, symbolisierte den Monatsanfang und Neubeginn des Mondzyklus, während die selten vorhandene Darstellung von Chons als zweigesichtiges Kind für die Zeit steht, in der der Mond nachts nicht sichtbar ist. Die Entwicklung Chons' vom Kind bis zum alten Mann wurde ebenfalls auf den Jahreszyklus übertragen, wodurch Chons als Jüngling auch zu einem Gott des Frühlings und der Fruchtbarkeit wurde.
Im Tempel von Edfu befindet sich im „Raumkomplex des Chons“ auch die „Kammer des Beins“, die Chons gewidmet ist. Eine andere Kammer in diesem Komplex ist hingegen dem Osiris gewidmet. Der Bezug zum Bein stammt vom Osirismythos, nach dem das Bein des Osiris in Edfu gefunden und aufgehoben wurde. Daher wird Chons in Edfu auch als „Sohn des Beines“ bezeichnet. Chons und Osiris wurden im Tempel der Göttin Ipet (Opet-Tempel) miteinander gleichgesetzt, der sich direkt neben dem Chons-Tempel in Karnak befindet und vermutlich in kultureller Verbindung mit ihm stand. Im Ipet-Tempel wurde Amun als Sonne verehrt, die jeden Tag sterbend als Osiris in den Körper seiner Mutter Ipet-Nut aufgenommen wird und am nächsten Tagbeginn als Chons wiedergeboren wird. Nach ägyptischen Legenden soll Theben die erste Stadt Ägyptens gewesen sein, die von Osiris gegründet und nach seiner Mutter, der Himmelsgöttin Nut, benannt wurde. Diese Verbindung ist ein Wortspiel mit dem alt-ägyptischen Wort für Stadt („Niwt“). Aus diesem Grund wird in ptolemäischen Schriften Theben als Himmelsdecke bezeichnet, die sowohl die Sonne (Amun-Re) als auch den Mond (Chons) beherbergt.

### Rolle als Schöpfergott
Während der späteren Periode des neuen Reiches wurde Chons auch als Schöpfergott verehrt. Als dieser wurde er bildlich als Mann mit zwei Falkenköpfen, Geierschwingen und auf einem Krokodilrücken stehend dargestellt. Die zwei Köpfe stehen für Sonne und Mond, während das Stehen auf dem Krokodil den Sieg über die chaotischen Urmächte symbolisiert.
Die Chons-Kosmogonie im Chons-Tempel in Karnak macht den Gott zu einem Hauptakteur in der Schöpfung der Welt. In ihr wird geschildert, wie der Gott Amun als Schlange aus dem Nun entstand und sein Sperma in Form eines Falkeneis ins Urwasser ergoss. Aus diesem entstand Chons, der in diesem Text mit Ptah und Tatennen gleichgesetzt wird. Seine Mutter ist Mut, die die kosmischen Fluten verkörpert. Chons verschlingt in der Form eines Krokodils den Samen Amuns, um die Ogdoade zu empfangen und ins Leben rufen zu können. Danach betritt er das Erdland, um seinen Mund von den Gewässern des Nuns zu reinigen. Dort erschafft und beschläft er die Göttin Hathor-in-Benenet. Durch die körperliche Vereinigung der beiden Götter entsteht die Stadt Theben, in der Chons die acht Götter der Ogdoade gebiert. Die Ogdoade schwimmt hinauf zur Insel der Flammen und erschafft dort den Sonnengott Re. Amun wird in dieser Kosmogonie mit dem Epitheton „Vater der Väter der Ogdoade“ explizit nicht als Teil von der Götterachtheit angesehen, um Amuns Position als höchster Gott zu unterstreichen. Varianten dieses Epithetons, die darüber hinaus in Theben gefunden wurden, sind: „Vater der Väter der Götter der ersten Urzeit“, „Vater der Väter, der die Götter der Urzeit schuf“ und „der Vater der Väter, der machte den, der euch machte“. Statt Amun und Amaunet bilden Niau und Niaut das letzte Götterpaar der Achtheit der Chons-Kosmogonie (Achtheit von Hermopolis).

## Erscheinungsformen

### Chons-Nefer-hotep
Der Hauptkult des Chons im Karnak-Tempel während des Neuen Reiches drehte sich um seine Erscheinungsform als Chons-Nefer-hotep. Möglicherweise könnte es sich bei diesem Teilaspekt von Chons um eine Synkretisierung mit der Gottheit Neferhotep handeln, die in Disopolis Parva verehrt wurde. Allerdings kann es sich bei „Neferhotep“ auch um ein Epitheton handeln, das dem Götternamen beigefügt wurde. Diese Erscheinungsform wird in Inschriften oft durch sekundäre Epitheta ergänzt wie „Chons-Nefer-hotep, Horus-Herr der Freude in Karnak“, „Chons-Nefer-hotep, Herr der Maat auf dem großen Thron“ und „Chons-Nefer-hotep-in-Theben“. Chons-Nefer-hotep wird als mumifizierter Jüngling oder als falkenköpfiger Erwachsener abgebildet und oftmals hinter Amun stehend dargestellt. Andere bekannte Darstellungsformen für Chons werden nicht für Chons-Nefer-hotep verwendet. Vermutlich, um Chons-Nefer-hotep, den Sohn des Amun, von der eigenständigen Gottheit Chons abzugrenzen. Die Verbindung zu Amun als dessen erstgeborener Sohn und rechtmäßiger Erbe stellte Chons-Nefer-hotep im hierarchischen Verhältnis der thebanischen Götter direkt hinter Amun. In thebanischen Schöpfungsmythen ist er Teil der zweiten Generation, die unter Amun und vor dem Rest der Götter steht, und gilt als Ko-Schöpfer der anderen Gottheiten. Wie die Hauptgottheit, zu der er gehört, wurde Chons-Nefer-hotep als Mondgott angesehen, der auf der Mondbarke nachts den Weg von Bakhu bis nach Manu segelt. Bei Bakhu und Manu handelt es sich in der ägyptischen Mythologie um zwei Berge, von denen gesagt wird, dass sie den Himmel tragen sowie Eingang und Ausgang zur Unterwelt darstellen.
Zudem wurde Chons-Nefer-hotep als autoritäre und richtende Instanz betrachtet. In Chons-Tempel in Karnak schworen Männer und Frauen auf Chons-Nefer-hotep, um das Einhalten von Verpflichtungen, wie das Zurückzahlen von Schulden und Bezahlen von Leistungen, durch den Bezug auf eine göttliche Autorität zu gewährleisten. Auch Schwüre in Familienangelegenheiten wie Scheidungen und Erbauseinandersetzungen wurden auf seinen Namen in Karnak geleistet. In einigen der griechischen Schwurformeln wird Chos auch als Herakles angesprochen, mit dem er zur griechisch-römischen Zeit gleichgesetzt wurde. Ebenfalls Verwendung in den Schwüren ist die Bezeichnung Kesebaieon, bei dem es sich um eine hellenisierte Version des Namens handelt.

### Chons-pa-chered
In der Spätzeit des Neuen Reiches gewann die Verehrung der Kindgottheiten an Bedeutung. Ägyptische Kindgottheiten sind lokal gebundene Nachkommen eines Götterpaares, die das Epitheton „pa-chered“ („Das Kind“) tragen. Chons-pa-chered wurde in Theben, Kom Ombo, Tanis und Bahariyya verehrt. Auf das Epitheton folgen meist Filiationsangaben wie „Sohn“, „Erbe“ oder „sehr Großer und Erstgeborener“. Weitere Beinamen des Epitheton sind „prächtiger Knabe“, „vollkommender Jüngling“, „mit süßem Liebreiz“, „der mit den süßen Lippen“, „der mit glänzender Locke“, „dessen Finger sich in seinem Mund befindet“ und „der mit hoher Doppelfederkrone“.
In Medamud, dem Tor des Hathor-Tempels in Deir el-Medineh, und auf dem Euergetes-Tor in Karnak wird Chons-pa-chered mit dem Sonnenkind Harpare-pa-chered als Pendant aufgeführt. Die dualistischen Eigenschaften der Kindgötter sind ebenfalls im Mammisi von Armant erkennbar, in dem sich eine Szene befindet, die vier Kindgötter als Zweiergruppen gegenüberstellt: Harpare-pa-chered bildet mit Harpokrates und Chons-pa-chered mit Chons-Thot ein Paar. In dieser Konstellation verkörpert Chons-pa-chered die solaren und Chons-Thot die lunaren Aspekte des Gottes. Durch seine Assoziation mit Horus und Re, wurde Chons-pa-chered ebenfalls als Sonnengott angesehen.
Die Geburt des Chons-pa-chered wurde mit dem Fest der Renenutet gefeiert. Dieses Fest fand jedes Jahr vom 28. Pharmouthi bis zum ersten Tag des Pachons, dem Beginn der Erntezeit, statt. Jede Stadt feierte im Renenutet-Fest die Geburt ihrer lokalen Gottheiten. Vermutlich stand das Renenutet-Fest in Verbindung mit dem populären Mythos um die wiederkehrende Göttin. Eine lokale Version findet sich im Mut-Tempel, in dem die Göttin Mut nach der Schaffung der Welt durchs Land zieht, ehe sie von Gott Toth aufgesucht und nach Theben geführt wird. Dort trinkt sie aus den heiligen Gewässern des Isheru. Anschließend gebiert sie Chons-pa-chered als Sonnengott in einem Tempel, den sie an den Ufern des Isheru für sich hatte errichten lassen.

### Chons-wen-nekhu
Mit zunehmender Popularität der Chons-Verehrung in Theben bildeten sich in der Ramessidenzeit drei Teilaspekte aus Chons heraus: Chons-Nefer-hotep, Chons-wen-nekhu und Chons-pa-ir-sekher, die mit der Zeit auch ihre eigenen Kulte und Priesterschaften entwickelten. Nach den Texten von Bab el-Amara soll Chons-wen-nekhu aus dem Auge von Atum entstanden sein, während Chons-pa-ir-sekher aus dem Gehör des Re stammen soll. Gelegentlich bildeten diese drei Teilaspekte Chons' auch eine Trias, in der Chons-wen-nekhu und Chons-pa-ir-sekher als Paviane dargestellt wurden, während der anthropomorphe Chons-Neferhotep die wichtigste Stellung einnimmt. Diese Trias verkörpert den Schicksalsaspekt des Gottes, wobei Chons-wen-nekhu und Chons-pa-ir-sekher für das Schreiben des Buches von Leben und Tod zuständig sind. Bei diesem Buch dürfte es sich um eine Art Schicksalsbuch handeln, das unangenehme Wahrheiten über das Leben und Sterben der Menschen beinhaltet.

### Chons-pa-ir-sekher
Chons-pa-ir-sekher, Chons-Nefer-hotep und Chons-wen-nekhu besaßen seit der Ramessidenzeit vermutlich unterschiedliche Schreine. Der Tempel C im Mut-Distrikt von Karnak war entweder Chons-pa-ir-sekher oder Chons-pa-chered geweiht. Die genaue Übersetzung von „Pa-ir-sekher“ ist ungeklärt und umstritten. Zu den Übersetzungsversuchen zählen „der Versorger“ oder „Bestimmer des Schicksals“.
Im Karnak-Tempel von Luxor (Theben) wurde die sogenannte Bentresch-Stele gefunden, die aus der ptolemäisch-griechischen Zeit stammt, deren Erzählung aber zu der Regierungszeit von Ramses II. spielt. In der Geschichte hat der Prinz vom fiktiven Land Bechten zwei Töchter mit den Namen Neferu-Re („Die Schönheit des Res“) und Bent-en-resht („Tochter der Freude“). Er gibt die älteste Tochter Neferu-Ra dem Pharao zum Geschenk, der sich in sie verliebt und sie zur großen königlichen Gemahlin ernennt. Das Paar lebt für viele Jahre glücklich zusammen, bis ein Botschafter aus Bechten berichtet, dass Bent-en-resht von einem Dämonen besessen sei und keiner der Priester sie zu heilen vermöge. Ramses sucht daraufhin den Tempel von Chons-Nefer-hotep auf und bittet ihn um Hilfe. Chons-Nefer-hotep entsendet Chons-pa-ir-sekher nach Bechten, um die Prinzessin zu heilen. Nachdem die Priester des Chons-pa-ir-sekher eine Statue des Gottes nach Bechten getragen hatten, erwacht diese zum Leben und heilt die Prinzessin. Der Dämon erkennt Chons-pa-ir-sekher als seinen Bezwinger an und schwört, in das Duat zurückzukehren. Aus Anlass der Heilung veranstaltet der Prinz von Bechten ein Festmahl zu Ehren der Prinzessin, des Dämons und Chons-pa-ir-sekhers. Jedoch weigert sich der Prinz von Bechten, den Gott gehen zu lassen, da er die Macht des Gottes für sich beanspruchen will. Drei Jahre verbleibt Chons-pa-ir-sekher in Bechten, ehe er im Traum dem Prinzen als goldener Falke erscheint, der sich aus Bechten erhebt und nach Ägypten fliegt. Der Prinz von Bechten willigt daraufhin ein, die Statue und Gold nach Ägypten entsenden zu lassen. Es ist historisch umstritten, ob es sich bei der Geschichte um eine Glorifikation zweier Teilaspekte Chons' handelt, oder um eine Anspielung auf eine mögliche historische Rivalität der Chons-Priesterschaften. Nach letzterem könnte die Geschichte als Versuch gedeutet werden, Chons-Nefer-hotep als wichtigste Erscheinungsform des Gottes zu etablieren. Die Beliebtheit des Chons-pa-ir-sekher als Schutzgott gegen Dämonen ist an seiner häufigen Anwesenheit auf den Orakel-Amuletten erkennbar, die in erster Linie zum Schutz gegen eine Vielzahl von Krankheiten eingesetzt wurden. Seine Verbindung zu Dämonen spiegelt vor allem seinen Einfluss auf die Dekansterne und die gefährlichen Boten von Sachmet wider, die mit dem Neujahrsfest in Verbindung gebracht werden: Chons-pa-ir-sekher wird in diesem Kontext genannt, den König vor der „jährlichen Pestilenz“ zu schützen, die Sachmet während der epagomenalen Tage anzurichten droht.

### Chons-pa-der
Eine Erscheinungsform des Chons im Karnak-Tempelkomplex, die aber anders als Chons-neferhotep, Chons-pa-ir-sekher, Chons-wen-nekhu und Chons-Thot, die ebenfalls im Karnak-Tempelkomplex verehrt wurden, keine eigene Priesterschaft besaß. Der Begriff dr ist ein semitisches Lehnwort, das „Retter“ bedeutet, und wird u. a. als Epitheton für Amun und Amenemope verwendet. Chons-pa-der ist jedoch nur auf dem Propylon des Chons-Tempels belegt, wo er vom Pharao enthauptete Rinder erhält. Chons-pa-der wird mit militärischen Titulaturen beschrieben, die üblicherweise verwendet werden, um den Pharao als Oberbefehlshaber zu preisen. Bei dieser Erscheinungsform des Chons handelt es sich um einen Beschützergott, der Feinde des Königs von Theben und Ägypten abwehren, während sein Gegenstück Chons-pa-shen die Abwehr von übernatürlichen Bedrohungen gewährleisten soll.

### Chons-pa-shen
Der Begriff shn war in der ptolemäischen Zeit ein Verwaltungstitel, der oft mit „Befehlshaber“ übersetzt wird und als Titel für Beamte, aber auch als Epitheton für Götter verwendet werden kann. shn steht im koptischen für das Verb „versorgen“. Dennoch scheint bereits die genaue Übersetzung des Wortes kontextabhängig zu sein, da verschiedene griechische Übersetzungen aus der griechisch-römischen Zeit für ihn verwendet wurden. Die Bandbreite der Aufgaben des shn umfasst administrative, wirtschaftliche und religiöse Gebiete. Obwohl Chons-pa-shen nur einmal in den griechisch-römischen Tempeltexten erscheint, taucht er bereits in der 20. Dynastie in thebanischen Opferszenen auf. Wie andere thebanische Formen des Chons wird Chons-pa-shen als Mitglied der lokalen Verwaltung beschrieben, der Macht über die göttlichen Agenten in einer organisierten, bürokratischen Weise besitzt. Dennoch unterscheiden seine besonders gewalttätigen Epitheta und die blutigen Texte, die das Fleischopfer beschreiben, Chons-pa-shen von dem Wächteraspekt des Gottes, Chons-pa-der.

### Chons-Schu
Eine thebanische synkretistische Form des Chons, die sich aus dem Kult von Chons-Nefer-hotep herausgebildet hat. Es sind mehrere Priester des Chons-Schu bekannt, und ein spezieller Schrein für Chons-Schu wurde in der südlichen Ecke der östlichen Außenwand des Karnak-Tempels in der Dreißigsten Dynastie errichtet. Dieser Teilaspekt des Chons stellt vor allem die Funktion als Schöpfergott in den Fokus. Die Inschriften, in denen er Erwähnung findet, beschreiben eine tägliche Reise an den Urhügel von Djeme, wo sich das Grab von Kamatef, einer Erscheinungsform des Amun, und der Achtheit (Ogdoade) befinden soll. An den Grabstädten dieser Götter sollen Opfergaben zur Ahnenverehrung platziert werden. Es ist unklar, ob es sich bei dieser Prozession um ein mythologisches Ereignis oder ein priesterliches Ritual handelt.

### Chons-Re
Eine thebanische synkretistische Form des Chons, die häufig in Inschriften im Karnak-Tempel auftaucht, die sich auf das späte Neue Reich datieren lassen. In der griechisch-römischen Zeit jedoch verlor diese Form des Chons zunehmend an Relevanz und erscheint nachweislich nur in zwei Inschriften. Chons-Re verkörpert die Sonne bei Tag und den Mond bei Nacht und wird mit lunar und solar konnotierten Epitheta benannt.

### Chons-Thot
Eine thebanische, synkretistische Form des Chons, die die lunaren Aspekte von Chons und Thot miteinander verbindet. Paviane, mit denen beide Götter assoziiert wurden, wurden in einem separaten Bezirk des Benenet gehalten und als lebendige Avatare von Chons-Thot verehrt. Für die Paviane war eine eigene Priesterschaft zuständig, die die Tiere in Orakelrituale einband.

### Chons-Horus
Im Bastet-Tempel der Stadt Bubastis wurde die synkretistische Gottheit Chons-Horus mit dem Epitheton „Sohn der Bastet, Herr der Freude“ verehrt. Als solcher ist er zusammen mit Bastet, Nefertem, Horus-Hekenu und Unut Teil der „sieben Pfeile der Bastet“. Eine Göttergruppierung, die den Schutz, aber auch die Gefahr vor Krankheiten symbolisierte. Er wird in Inschriften des Karnak-Tempel Komplexes namentlich erwähnt, besaß aber auch als Teil einer Triade mit Sobek und Hathor sein eigenes Kultzentrum im Doppeltempelkomplex von Kom Ombo.

## Darstellung
Chons, der „Durchwandler des Himmels“, wird als Mumie mit einem Krummstab, Geißel und dem Was-Zepter, dem die Zeichen Djed („Dauer“) und Anch („Leben“) eingeschrieben sind, sowie der Mondscheibe, Mondsichel und Jugendlocke auf dem Kopfe dargestellt. Diese oft geflochtene Locke war eine traditionelle Haartracht der Kinder, ob göttlicher oder menschlicher Herkunft. Selten wird er auch in Krokodilgestalt (in Medinet Habu) mit einem Falkenkopf oder einem Falken mit Mond dargestellt. Wie andere Mondgötter wird er manchmal auch von einem Pavian verkörpert.

## Kultorte
Zusammen mit Amun und der Mut bildet Chons in Theben eine göttliche Trias. In Kom Ombo erscheint er dagegen als Sohn von Sobek und Hathor. Weitere Kultorte waren unter anderem Memphis, Hibis und Gebel-el-Silsila. Seit dem Mittleren Reich hatte er einen Tempel in Theben, dessen Lage unbekannt ist, aber die Stele eines Nefer-hotep aus Karnak (Mittleres Reich) erwähnt einen Tempelschreiber des Chons. Im Neuen Reich wurde ihm ein noch heute fast vollständig erhaltener Tempel in Karnak erbaut. Daneben wurde Chons zusammen mit seinem göttlichen Vater Amun im Haupttempel der Handelsstadt Herakleion-Thonis verehrt; von seinem Kult rührt auch der griechische Name der Stadt her.

## Chons als Personenname
Chons war seit dem Mittleren Reich, besonders in der Zweiten Zwischenzeit, ein Personenname für Männer und Frauen, im Neuen Reich nur noch für Männer.